# (2269) Efremiana
(2269) Efremiana ist ein Asteroid des Hauptgürtels. Er wurde am 2. Mai 1976 von Nikolai Stepanowitsch Tschernych am Krim-Observatorium entdeckt und nach dem russisch-sowjetischen Paläontologen und Science-Fiction-Autor Iwan Antonowitsch Jefremow benannt.